# 西福克鎮區 (愛荷華州伍德伯里縣)
西福克鎮區（英語：West Fork Township）是位於美國愛荷華州伍德伯里縣的一個行政鎮區。

## 地方資料
根據2010年美國人口普查的數據，西福克鎮區的面積為91.50平方千米，當中陸地面積為91.43平方千米，而水域面積為0.07平方千米。當地共有人口339人，而人口密度為每平方千米3.7人。